# Ventabren
Ventabren is een gemeente in het Franse departement Bouches-du-Rhône (regio Provence-Alpes-Côte d'Azur). De plaats maakt deel uit van het arrondissement Aix-en-Provence. Ventabren telde op 1 januari 2022 5.613 inwoners.
Het Aquaduct van Roquefavour is gelegen in de gemeente.

## Geografie
De oppervlakte van Ventabren bedroeg op 1 januari 2022 26,32 vierkante kilometer; de bevolkingsdichtheid was toen 213,3 inwoners per km².
De onderstaande kaart toont de ligging van Ventabren met de belangrijkste infrastructuur en aangrenzende gemeenten.

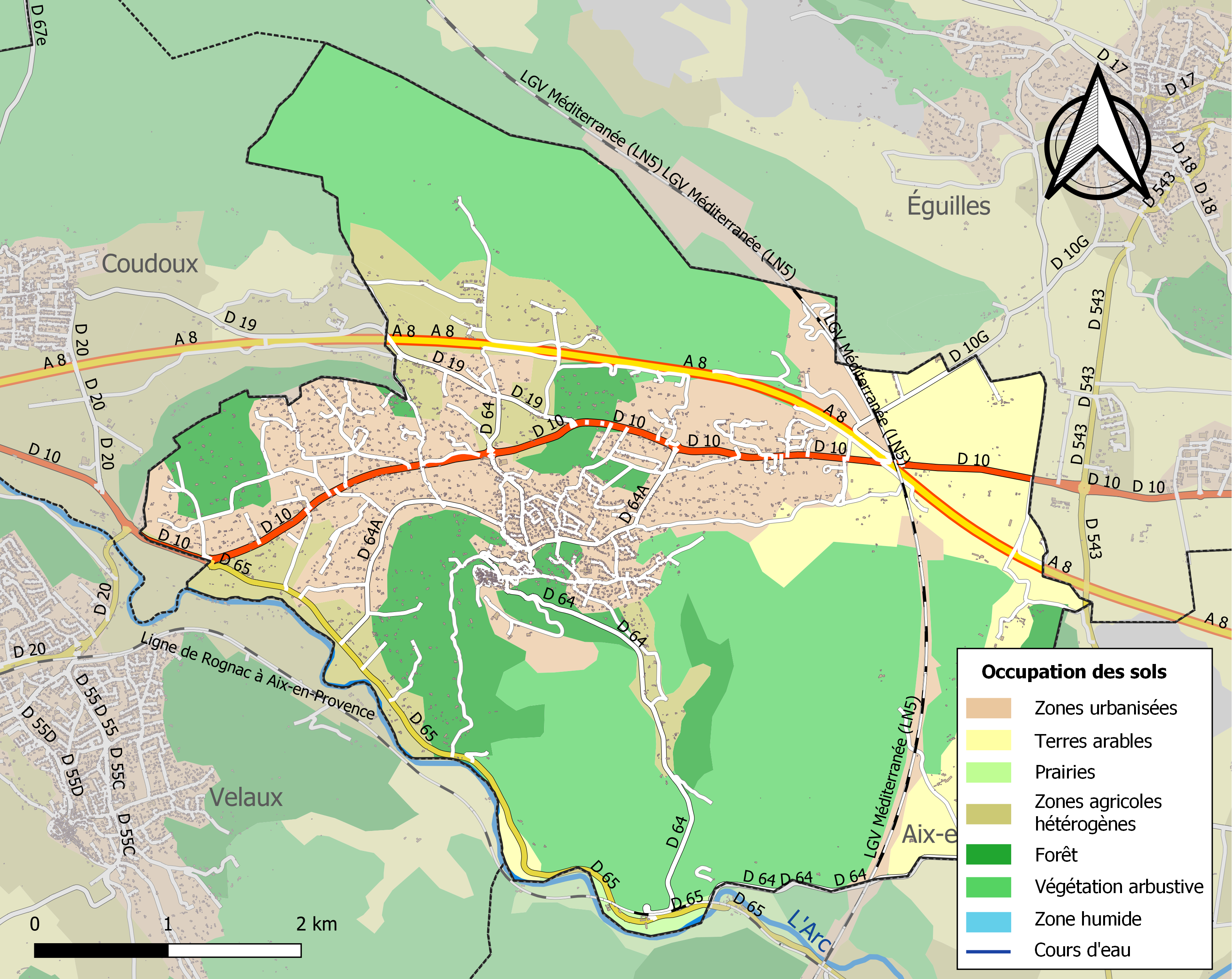

## Verkeer en vervoer
In de gemeente ligt spoorwegstation Roquefavour.

## Demografie
Onderstaande figuur toont het verloop van het inwonertal (bron: INSEE-tellingen).
Vanwege een beveiligingsprobleem met de MediaWiki Graph-software is het momenteel niet mogelijk deze grafiek weer te geven. Zodra de software is bijgewerkt zal de grafiek vanzelf weer zichtbaar worden.